# Elisabeth Blunschy
Elisabeth Blunschy, född 1922, död 2015, var en schweizisk politiker.
Hon blev 1971 sitt lands första kvinnliga parlamentariker, och var 1977 den första kvinnliga talmannen i underhuset.  